# Oliver & Co.
Oliver & Co. (Originaltitel: Oliver & Company) ist der 27. abendfüllende Zeichentrickfilm der Walt-Disney-Studios und erschien im Jahr 1988. Die Handlung basiert frei auf dem Roman Oliver Twist von Charles Dickens.

## Handlung
Im New York der 1980er Jahre werden einige junge Kätzchen verkauft. Alle finden einen neuen Besitzer, nur Oliver bleibt allein und verlassen im mittlerweile verrotteten Karton übrig. Oliver bleibt nichts anderes übrig, als sich mit seinem Schicksal abzufinden, und er wagt sich allein in die Stadt, wo er erfolglos auf Futtersuche geht. Dabei trifft Oliver den Hund Dodger, mit dem er eine Portion Hot Dogs erbeutet. Dodger singt Oliver vor, wie er sein Leben lebt, und geht in das Versteck seiner Hundebande, wo er stolz erzählt, wie er die Hot Dogs vor einer wilden Katze in Sicherheit brachte. Oliver wird von der Bande freudig aufgenommen. Der menschliche Anführer der Bande trifft ebenfalls ein: Fagin, ein liebenswerter Kleinganove, der dem schurkischen Sykes Geld schuldet. Mit dem Diebesgut von Dodger, der großen Dänischen Dogge Einstein, Afghanendame Rita, Bulldogge Francis und Chihuahua Tito möchte er seine Schulden bezahlen, doch sie konnten erneut nur wertlosen Plunder stehlen. Fagin erklärt seiner Bande, dass sie das Geld in drei Tagen beschaffen müssen. Bedrückte Stimmung macht sich breit, doch nachdem Fagin Oliver entdeckt und allen eine Gutenachtgeschichte vorliest, sieht die Welt schon wieder ganz anders aus.
Am nächsten Tag fährt die Bande in die Stadt, um dort sowohl zu stehlen als auch den Plunder gewinnbringend zu verkaufen. Fagin übernimmt den Verkauf, die Hunde und Oliver dagegen wollen eine Limousine überfallen. Diese wird von dem Butler Winston gefahren, der von der Foxworth-Familie engagiert wurde, um auf ihre Tochter Jenny aufzupassen. Beim Überfall begegnen sich Oliver und Jenny. Diese findet Oliver so süß, dass sie ihn mit nach Hause nehmen möchte. Winston erlaubt dies, auch wenn er sich sicher ist, dass es ihrem Pudel Georgette sehr missfallen wird.
Diese wacht zur gleichen Zeit auf und besingt in pompösem Stil, wie perfekt sie doch sei. Als sie dann Oliver trifft, wird sie eifersüchtig und schmiedet verschiedene Pläne, wie man ihn loswerden könnte.
Zwischen Oliver und Jenny dagegen entsteht eine innige Freundschaft. Diese findet ein jähes Ende, als die Hundebande Oliver von seinen „Entführern“ befreit. Fagin aber bemerkt, dass Oliver ein Heim gefunden hat. Und obwohl sein Gewissen dagegen spricht, fordert er vom vermutlich reichen Besitzer Olivers ein Lösegeld. Doch bei der Lösegeldübernahme findet Fagin heraus, dass Oliver nun einem jungen Mädchen gehört. Er kann seinen Plan aufgrund seines weichen Herzens nicht ausführen, was aber Sykes auf den Plan ruft. Dieser entführt nun Jenny, um selbst Lösegeld zu fordern. Fagin, Oliver, Georgette und die Hundebande beginnen eine Rettungsaktion, bei der sie unter anderem gegen Sykes’ Dobermannrüden Roscoe und Desoto kämpfen müssen und auf verschiedensten Transportmitteln den unmenschlichen Sykes verfolgen.
Roscoe und Desoto sterben während der Verfolgungsjagd an den Elektroschocks, die sie von der U-Bahn-Linie erhalten, und Sykes’ Schicksal wird besiegelt, als seine Limousine auf der Brooklyn Bridge vom Zug zerstört wird. Bei Jennys nächster Geburtstagsfeier wiederum treffen sich alle der Guten wieder und Jennys Eltern kündigen endlich ihre Rückkehr an.

## Erfolg und Rezeption
Oliver und Co. spielte bei seinem ersten Einsatz in den USA etwa 53 Millionen US-Dollar ein, mehr als seine Vorgänger Basil, der große Mäusedetektiv und Taran und der Zauberkessel zusammen. Bei seiner Wiederaufführung im Jahr 1996 spielte er weitere 20,9 Millionen US-Dollar ein und Oliver & Co. wurde in den Staaten der 17.-erfolgreichste Film des Jahres 1988. Aufgrund dessen löste er zusammen mit dem Mischfilm Falsches Spiel mit Roger Rabbit disneyintern als auch in der Öffentlichkeit erste Stürme von Euphorie über die Trickfilmzukunft aus. Roy E. Disney, Peter Schneider und Jeffrey Katzenberg entschieden aufgrund dieses Erfolges, jährlich einen Zeichentrickfilm in die Kinos zu bringen.

## Kritiken
„[…] Bis ins Detail liebevoll und aufwendig gestalteter Zeichentrickfilm aus der Disney-Werkstatt, der schwungvolle Unterhaltung mit einer kleinen optimistischen Botschaft verbindet.“

„“Alles ist Rhythmus.” Sagt Dodger, der Straßenköter, zu Oliver, dem kleinen Kätzchen. Wenn man in New York überleben wolle, müsse man sich nur dem Rhythmus dieser Stadt anpassen. […] Alles ist Rhythmus in Oliver & Co. Das konnte man bei Disney schon immer: die Welt im Einklang mit sich selbst zu zeigen, um sie dann aus dem Takt zu bringen. Und umgekehrt. Einer tanzt aus der Reihe, gerät aus dem Tritt, fällt aus der Welt – und wird schließlich nachsichtig wieder eingereiht. Disneyfilme erzählen von Außenseitern und von Anpassung.“

„Die Story ist geläufig, ihr Ausgang bekannt. Freilich – wo ein Lahmarsch wie Dickens noch 544 Buchseiten benötigte, um die Geschichte zu erzählen, da brauchen die Walt-Disney-Produktion und Regisseur George Scribner heute knappe 75 Minuten, um die Katze aus dem Sack zu lassen.“

## Produktionsgeschichte
Es wird sehr oft behauptet, dass Oliver & Co. ursprünglich als Fortsetzung des Filmes Bernard und Bianca – Die Mäusepolizei geplant war. Dafür liegen aber keine Indizien vor. Auch die Behauptung, dass das Mädchen Jenny aus diesem Film ursprünglich die Figur Penny aus Bernard und Bianca sein sollte ist falsch. Tatsächlich geht der Name auf Peter Young zurück, der an der Entwicklung der Geschichte beteiligt war, und der die Figur nach einer seiner Töchter benannt hat.
Besonders erwähnenswert ist der hohe Gebrauch von Computeranimationen. Während in Basil, der große Mäusedetektiv nur eine Szene Unterstützung aus dem PC erhielt, sind sämtliche Fahrzeuge und auch andere bewegte Dinge (etwa das Piano auf dem Dodger sitzt, während es hochgezogen wird) sowie einige Hochhäuser und der Hintergrund in der finalen Jagdsequenz mithilfe des Computers entstanden, weshalb Oliver & Co. auch als erster Disney-Trickfilm eine spezielle Computeranimationsabteilung hatte.
Ebenfalls großen Einfluss auf den Stil des Films übte die Entscheidung aus, den Film zeitgenössisch zu gestalten. Der Vorschlag kam von Jeffrey Katzenberg, der bereits bei Paramount Pictures die Idee hatte, ein Spielfilmmusical mit Popsongs auf der Basis von Oliver Twist zu drehen. Damals lehnte Disneys Vorstandsvorsitzender Michael Eisner dies ab, doch nun sah er darin die perfekte Gelegenheit Disneys Trickfilme zu modernisieren und einem älteren Publikum erneut zugänglich zu machen, nachdem Filme wie Cap und Capper dieses abgeschreckt hatten.
So kam es neben der teils ungemütlichen Stadtkulisse, der lockeren Jugendsprache und einigen teils recht harten Szenen vor allem zur Besetzung der Stimmen und Sänger: Billy Joel als Dodger (und Interpret des Liedes Was soll ich mich ärgern?), Touchstone-Komödien-Star Bette Midler als Georgette und der damals populäre Huey Lewis als der Interpret des Titelsongs Once Upon a Time in New York City. Katzenbergs Plan ging auf. Oliver & Co. wurde ein Erfolg, nicht nur bei den jüngsten Kinogängern.

## Wissenswertes
- Oliver & Co. ist der letzte Disney-Film, der die Technik Line Overlay, auch Cel overlay genannt, nutzt.
- Die Brooklyn Bridge hat in der Realität keine U-Bahn-Linie, wie es im Film gezeigt wird.
- Das Lied Was soll ich mich ärgern? wurde später für eine TV-Serie mit Joey Lawrence als Titelsong verwendet. Diese Serie wurde ebenfalls von Disney produziert.
- Im Lied Was soll ich mich ärgern? tauchen auch andere Disney Vierbeiner auf z. B.: Jock, Pluto und Peggy aus Susi und Strolch. Ebenso Pongo aus 101 Dalmatiner.
- Die Animatoren machten in New York Fotos mit einer Kamera, die sich nur 50 cm über dem Boden befand. Diese nutzten sie als Referenz dafür, wie New York aus der Sicht eines Hundes aussieht.
- Oliver & Co. ist einer der wenigen Animationsfilme mit einer Frontansicht der markanten Zwillingstürme des World Trade Centers, das zwischen 1973 und 2001 das Stadtbild des New Yorker Bezirks Manhattan prägte. Nach der Tragödie vom 11. September 2001, als Aufnahmen der berühmten Türme aus vielen Filmen entfernt wurden, verzichtete Disney darauf, sie aus diesem Film herauszuschneiden. Hauptsächlich, weil dies den ursprünglichen Vorspann des Films ruiniert hätte und zu zeit- und kostenintensiv gewesen wäre. 2001 war Oliver & Co. zudem bereits weit auf VHS verbreitet, so dass den Verantwortlichen eine Bearbeitung sinnlos erschien. Viele New Yorker lobten Disney später dafür, den Film nicht verändert zu haben, da er ihrer Meinung nach eine gute Darstellung des New Yorks vor dem 11. September 2001 ist und sie den Film so belassen wollten, wie er war.
- Der Mann, dem Fagin eine defekte Uhr andrehen möchte, ist eine Karikatur von Peter Schneider, dem damaligen Vizepräsident von Disneys Animationsabteilung.
- Die Figur Jenny weist einige Parallelen zu dem Mädchen Penny aus Bernard und Bianca – Die Mäusepolizei (1977) auf: Beide haben einen ähnlich klingenden Namen, beide leben in New York und werden vom jeweiligen Filmantagonisten entführt (Penny von Madame Medusa; Jenny von Sykes) und am Ende von einer Gruppe von Tieren (Penny von Bernard, Bianca und den Sumpfbewohnern; Jenny von Oliver, Dodger, Fagin und der Hundegang) gerettet. Es gab lange Zeit das Gerücht, dass Oliver & Co. als Fortsetzung von Bernard und Bianca geplant gewesen sei und dass Jenny eigentlich Penny sein sollte. In einem Interview mit dem Youtuber ColinLooksBack erklärte Regisseur George Scribner jedoch, dass dies nie der Fall war und die Ähnlichkeiten zwischen den beiden Figuren reiner Zufall seien. Dieses Gerücht führte zudem innerhalb der Disney-Fangemeinde zu diversen Fan-Fictions mit Penny und Jenny als Freundinnen.
- Das ältere Ehepaar, dem Jenny und Oliver im Central Park begegnen, sind eine Karikatur von Walt Disney und seiner Frau Lilian.
- Mit Heigh-Ho von Frank Churchill und Larry Morey wird ein Lied aus Disneys erstem Abendfüllendem Trickfilm Schneewittchen und die sieben Zwerge erneut verwendet.
- Für Dom DeLuise, einen Stammsprecher für Kinofilme von Don Bluth, war es der einzige abendfüllende Kinofilm von Disney, in dem er im Original eine Hauptfigur sprach.
- Es ist die letzte deutsche Synchronfassung eines abendfüllenden Disneyfilms, in dem die langjährigen Stammsprecher Arnold Marquis, Klaus Havenstein und Gerd Duwner Haupt- und Nebenfiguren ihre Stimmen leihen, sowie der einzige Kinofilm von Disney, in dem Helmut Ahner und Eric Vaessen zu Lebzeiten einen Charakter synchronisierten.

## Synchronisation
Die Synchronisation gab die Berliner Synchron GmbH in Berlin in Auftrag. Klaus-Peter Bauer schrieb das Dialogbuch und führte die Dialogregie. Andreas Hommelsheim übernahm die Musikalische Leitung.
| Rolle              | Originalsprecher  | Deutscher Sprecher |
| Oliver             | Joey Lawrence     | Fabian Heinrich    |
| Dodger             | Billy Joel        | Uwe Paulsen        |
| Dodger (Gesang)    | Billy Joel        | Jürgen Drews       |
| Tito               | Cheech Marin      | Wolfgang Ziffer    |
| Einstein           | Richard Mulligan  | Tom Deininger      |
| Francis            | Roscoe Lee Browne | Helmut Ahner       |
| Rita               | Sheryl Lee Ralph  | Monica Bielenstein |
| Rita (Gesang)      | Ruth Pointer      | Isabel Varell      |
| Fagin              | Dom DeLuise       | Klaus Havenstein   |
| Roscoe             | Taurean Blacque   | Lutz Riedel        |
| Desoto             | Carl Weintraub    | Karl Schulz        |
| Sykes              | Robert Loggia     | Arnold Marquis     |
| Jenny              | Natalie Gregory   | Maxi Deutsch       |
| Jenny (Gesang)     | Myhanh Tran       | Sylvia Mieres      |
| Winston            | William Glover    | Eric Vaessen       |
| Georgette          | Bette Midler      | Joseline Gassen    |
| Georgette (Gesang) | Bette Midler      | Katja Ebstein      |
| Louie              | Frank Welker      | Gerd Duwner        |
| MacBeth            | Harvey Jason      | Wolfgang Völz      |

## Veröffentlichungen
DVD
- Special Collection: Oliver & Co. Buena Vista Home Entertainment. Erstauflage. 23. Januar 2003.[5]
- Special Collection: Oliver & Co. Zum 20. Jubiläum. Buena Vista Home Entertainment. Neuauflage. 19. März 2009.[6]
- Disney Classics 26: Oliver & Co. Walt Disney Studios Home Entertainment. 12. April 2018.

Blu-ray
- Oliver & Co. Walt Disney Studios Home Entertainment. 23. Januar 2014.[7]
- Disney Classics 26: Oliver & Co. Walt Disney Studios Home Entertainment. 12. April 2018.

## Soundtrack
- J. A. C. Redford, Tom Snow, Barry Mann, Howard Ashman, Dan Hartman, Charlie Midnight, Barry Manilow, Robert Minkoff, Rubén Blades: Oliver & Company. An Original Walt Disney Records Soundtrack. Walt Disney Records, Etobicoke 1995, Tonträger-Nr. 60890-7 oder ISBN 1-55723-967-3.